# Viola rauliniana
Viola rauliniana är en violväxtart som beskrevs av M. Erben. Viola rauliniana ingår i släktet violer, och familjen violväxter. Inga underarter finns listade i Catalogue of Life.